# 234 г. пр.н.е.
234 (двеста тридесет и четвърта) година преди новата ера (пр.н.е.) е година от доюлианския (Помпилийски) римски календар.

## Събития

### В Римската република
- Консули са Луций Постумий Албин и Спурий Карвилий Максим Руга. Цензори са Авъл Постумий Албин и Гай Атилий Булб.
- Проведено е преброяване, което установява наличието на 270 212 римски граждани.[1]
- Въстание срещу римската власт в Сардиния. Лигурите подновяват нахлуванията си.

### В Гърция
- Лидиад е избран за стратег на Ахейския съюз.[2] Той се опитва да организира експедиция срещу Спарта, но тази идея е отхвърлена вероятно с помощта на Арат Сикионски.[3]
- Умира царят на молосите и хегемон на епиротите Птолемей.[2][notes 1]

## Родени
- Марк Порций Катон Стари, виден древноримски политически деец (умрял 149 г. пр.н.е.)
- Маодун, шанюй на хунну (умрял 174 г. пр.н.е.)

## Починали
- Птолемей, епирски цар
- Фарнаваз I, цар на Иверия (роден 326 г. пр.н.е.)
- Зенодот Ефески, древногръцки филолог и поет, коментатор на Омир, основател на текстологията (роден 330 г. пр.н.е.)

Бележки:
1. ↑  Годината на смъртта на Птолемей не е сигурна, а най-много приблизителна.